# Babe Russin
Irving Babe Russin, né le 18 juin 1911 à Pittsburgh et mort le 4 août 1984 à Los Angeles, est un joueur de saxophone ténor américain.

## Biographie
Russin a joué avec certains des groupes de jazz les plus connus des années 1930 et 19s40, notamment avec Benny Goodman, Tommy Dorsey ou encore Glenn Miller. Il monte brièvement son propre groupe au début des années 1940. Il joue un solo dans l'enregistrement que le groupe de Glenn Miller fait de la composition de Jerry Gray, A String of Pearls pour Bluebird Records en 1941. 
En 1950, Russin est crédité comme musicien avec le chœur sur deux chansons de Frank Sinatra pour Columbia Records, Should I? et You Do Something To Me. Il compose avec Jimmy Dorsey le morceau instrumental All the Things You Ain't qui sort comme single sur V-Disc en mars 1945. En 1953 il fait une brève apparition dans le film Romance inachevée.
Russin joue Cheating on me avec un petit groupe sur la B.O. du film de 1954 Une étoile est née avec Judy Garland. Il apparaît aussi dans le film de 1956 Benny Goodman.

## Discographie
Solo
- Stop the Music, avec Jack Hoffman 1948

Avec Georgie Auld
- In the Land of Hi-Fi with Georgie Auld and His Orchestra (EmArcy, 1955)

Avec Sammy Davis, Jr.
- It's All Over but the Swingin' (Decca, 1957)